# خوانیو پریرا
خوانیو پریرا (انگلیسی: Juanjo Pereira؛ زادهٔ ۱۹ مارس ۱۹۸۴) بازیکن فوتبال اهل اسپانیا است.
از باشگاه‌هایی که در آن بازی کرده‌است می‌توان به باشگاه فوتبال آلباسته بالومپیه اشاره کرد.